# Code civil du Québec
Pour les articles homonymes, voir CCQ.
Lire en ligne

[html] texte officiel en vigueur
[PDF] texte initial (1991)

Code civil du Bas-Canada
Code civil de 1980
Le Code civil du Québec (CcQ) est la principale loi québécoise régissant le droit civil du Québec. Adopté en 1991, il est entré en vigueur le 1er janvier 1994. Il a alors remplacé le Code civil du Bas-Canada et le Code civil de 1980.
Le Code civil régit plusieurs domaines touchant les relations entre individus en droit québécois. Il traite des principales règles en matière de droit des personnes, de la famille, des successions, de la propriété et de la responsabilité civile. Il contient aussi des règles relatives à la preuve en matière civile et au droit international privé québécois.

## Définition
Le Code civil du Québec est la principale loi qui régit le droit privé au Québec. Il regroupe un ensemble de règles qui constitue la structure du droit privé.
Le code civil se décrit lui-même de la manière suivante dans sa disposition préliminaire :

« Le Code civil du Québec régit, en harmonie avec la Charte des droits et libertés de la personne et les principes généraux du droit, les personnes, les rapports entre les personnes, ainsi que les biens.
Le code est constitué d'un ensemble de règles qui, en toutes matières auxquelles se rapportent la lettre, l'esprit ou l'objet de ses dispositions, établit, en termes exprès ou de façon implicite, le droit commun. En ces matières, il constitue le fondement des autres lois qui peuvent elles-mêmes ajouter au code ou y déroger. »

## Histoire

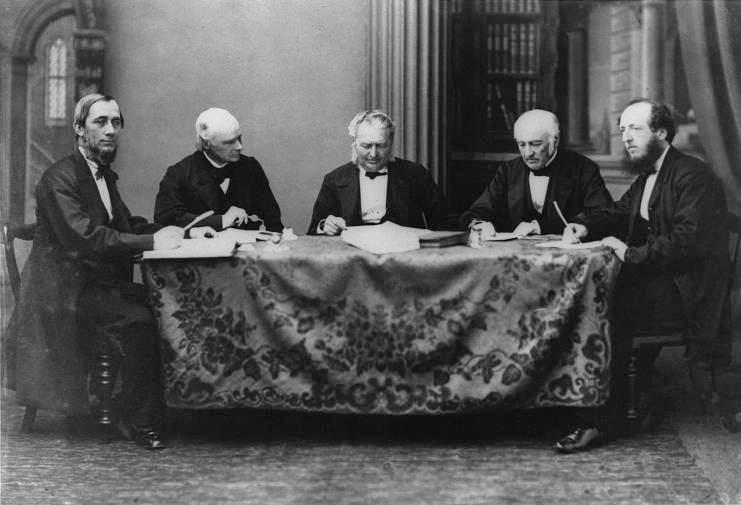
Commission ayant pour mandat de codifier les lois du Bas-Canada relatives aux affaires civiles, Québec, vers 1865. De gauche à droite : le secrétaire de langue française de la commission, Joseph Ubald Beaudry, les trois commissaires, les juges Charles Dewey Day, René-Édouard Caron et Augustin-Norbert Morin et le secrétaire de langue anglaise de la commission, Thomas McCord.

À l'époque de la Nouvelle-France, le Canada était régi selon le droit français, en particulier la Coutume de Paris. Après la Conquête britannique, la Proclamation royale de 1763 abolissait le droit français et imposait le droit anglais. Toutefois, en 1774, par l'Acte de Québec, le Parlement britannique restaurait le droit civil français, tout en maintenant le droit criminel britannique, créant ainsi au Québec le double système juridique qui existe encore aujourd'hui.

### Code civil du Bas-Canada
En 1857, l'Assemblée législative de la province du Canada adopta une loi prévoyant la nomination de trois commissaires chargés de codifier les lois en matière civile et de préparer un code de procédure civile. À l'occasion de leur deuxième rapport à la législature, les commissaires rappellent que « Par l'acte qui a ordonné la confection de ce code, il est enjoint aux commissaires d'y insérer les lois civiles d'un caractère général et permanent actuellement en force, d'en exclure celles qui ne le sont plus et de ne proposer que sous forme d'amendements, à part et distinctement du reste, les changements qu'ils croiront désirables (…) ». Le gouvernement nomma comme commissaires les juges Charles Dewey Day, René-Édouard Caron et Augustin-Norbert Morin. Ceux-ci commencèrent en 1859 leurs travaux, qui durèrent cinq ans. Ils présentèrent en tout huit rapports à la législature. En 1865, l'Assemblée législative de la province du Canada adoptait le Code civil du Bas-Canada, qui entra en vigueur le 1er août 1866. Les dispositions de cette codification s'inspirèrent notamment des interprétations judiciaires du droit qui avaient été en vigueur au Bas-Canada ainsi que du Code civil français, dit le Code Napoléon. Le Code codifiait et remplaçait ainsi l'essentiel du droit hérité de la Coutume de Paris et intégrait quelques éléments de droit anglais qui avaient été appliqués au Bas-Canada.

### Code civil du Québec
En 1955, le gouvernement du Québec entreprit une réforme du code civil, en adoptant la Loi sur la révision du code civil et en créant l'Office de révision du Code civil du Québec. Un rapport final fut soumis à l'Assemblée nationale du Québec en 1978. À la suite du rapport, le gouvernement décide d'adopter la partie le plus urgente du nouveau code civil, c'est-à-dire celle sur le droit de la famille. C'est ainsi qu'est adopté le Code civil du Québec (1980).
Le gouvernement ajoute par la suite au Code civil de 1980 les livres touchant au droit des personnes et au droit des successions. Ces deux livres n'entreront toutefois jamais en vigueur.
L'Assemblée nationale, décide, en 1991 de réadopter l'ensemble du Code civil. Ainsi, l'actuel Code civil du Québec a été adopté le 18 décembre 1991 et il est entré en vigueur le 1er janvier 1994.
Les règles de droit régissant la transition entre le Code civil du Bas-Canada et le Code civil du Québec se trouvent essentiellement dans la Loi sur l'application de la réforme du Code civil.
L'un des principaux artisans de la rédaction du Code civil du Québec était Jean Pineau, professeur de droit à l'Université de Montréal.

## Contenu
Le Code civil du Québec contient plus de 3 000 articles et est organisé en divisions et subdivisions appelées livres, titres, chapitres et sections.
Il comprend dix livres :
1. Des personnes ;
2. De la famille ;
3. Des successions ;
4. Des biens ;
5. Des obligations ;
6. Des priorités et des hypothèques ;
7. De la preuve ;
8. De la prescription ;
9. De la publicité des droits ;
10. Du droit international privé.

## Impact à l'étranger
Le Code civil du Québec aurait eu un impact en termes de droit comparé dans plusieurs États étrangers,.